# 葛飾警察署
葛飾警察署（かつしかけいさつしょ）は、警視庁が管轄する警察署の一つである。第七方面本部所属。
葛飾区の南側を管轄している中規模署で、署長は警視。署員数およそ370名、識別章所属表示はTF。

## 所在地
- 東京都葛飾区立石二丁目7番9号
  - 最寄駅：京成電鉄押上線京成立石駅および四ツ木駅よりともに徒歩約15分

## 施設
- 代用監獄（留置場）

## 管轄区域
葛飾区のうち、以下の町丁を管轄。特記のないものはその町丁の全域を管轄。
- 本田地域
  - 堀切一・二・三・四丁目（堀切五・六・七・八丁目は亀有警察署の管轄）
  - 宝町一・二丁目
  - 四つ木一・二・三・四・五丁目
  - 東四つ木一・二・三・四丁目
  - 東立石一・二・三・四丁目
  - 立石一・二・三・四・五・六・七・八丁目
  - 青戸一丁目、二丁目の一部（1から3・7番）、三丁目（1から19番を除く）（前記以外の青戸二丁目と、三丁目1から19番、四・五・六・七・八丁目は亀有警察署の管轄）
- 奥戸地域
  - 高砂一・二・三・四・五丁目（高砂六・七・八丁目は亀有警察署の管轄）
  - 鎌倉一・二・三・四丁目
  - 細田一・二・三・四・五丁目
  - 奥戸一・二・三・四・五・六・七・八・九丁目
  - 東新小岩一・二・三・四・五・六・七・八丁目
  - 西新小岩一・二・三・四・五丁目
  - 新小岩一・二・三・四丁目

## 沿革
- 1946年（昭和21年）3月15日：葛飾警察署（現：亀有警察署）から分離し、本田（ほんでん）警察署として設置される。
- 1956年（昭和31年）5月：庁舎を改築する[1]。
- 1963年（昭和38年）10月：鉄筋コンクリート3階建ての庁舎が竣工[1]。
- 1989年（平成元年) 2月4日：新庁舎竣工（3/15 事務開始、4/4 落成式）[1]。
- 2002年（平成14年）12月10日：葛飾警察署に改称。1965年（昭和40年）の住居表示の実施で「本田」という地名が消え、署名を正しく読める人も少なくなり、誤読されて業務に支障が出ていたこと、「なぜ本田という名前なのか？」についての問い合わせが相次いでいたこと、管内の住民から知名度が高く親しみのある「葛飾」に名称を変更してほしい旨の要望などがあったため。

## 組織
- 警務課
- 会計課
- 交通課
- 警備課
- 地域課
- 刑事組織犯罪対策課
- 生活安全課

## 交番
- 四ツ木駅前交番（葛飾区四つ木一丁目3番15号）
- 上平井交番（葛飾区東新小岩七丁目1番1号）
- 新小岩駅前交番（葛飾区新小岩一丁目47番1号）
- たつみ橋交番（葛飾区西新小岩四丁目42番15号）
- 立石交番（葛飾区立石一丁目8番20号）
- 立石駅前交番（葛飾区立石四丁目26番8号） - 仮説交番で運用中
- 高砂駅前交番（葛飾区高砂五丁目43番1号）
- 青砥駅前交番（葛飾区青戸三丁目36番1号）
- 四ツ木交番（葛飾区四つ木四丁目1番22号）
- 堀切交番（葛飾区堀切一丁目27番5号）
- 平和橋交番（葛飾区東立石一丁目13番2号）
- 堀切駅前交番（葛飾区堀切四丁目9番6号）
- 宝町交番（葛飾区宝町二丁目20番10号）
- 細田交番（葛飾区細田三丁目15番9号）
- 鎌倉交番（葛飾区鎌倉四丁目15番2号）
- 奥戸交番（葛飾区奥戸三丁目7番6号）
- 小松橋交番（葛飾区新小岩四丁目34番18号）

駐在所はなし。

## 過去に存在した交番
- 高砂四丁目交番（葛飾区高砂四丁目2番1号）※2007年（平成19年）3月で奥戸交番に統合され廃止。現在は高砂地域安全センターとなっている。
- 奥戸橋派出所（葛飾区立石八丁目）※本奥戸橋西詰に1970年代半ばまであった。現在はペスタロッチ広場の一部になっている。

## その他
- 防犯の啓発キャラクターとして、オリジナルローカルヒーロー「防犯戦隊フリコマン」とアニメ風の女性キャラクター「本田あやめ」が設定され、着ぐるみ（頭のみ。体は制服）がイベント等で活動している。
- 漫画『こちら葛飾区亀有公園前派出所』で主人公・両津勘吉の勤務する亀有公園前派出所は、連載開始時「亀有警察署」管内にあるという設定であったが、1990年代初頭、「亀有警察署」が実在していることを鑑みて（当時存在しなかった名である）「葛飾警察署」に設定変更。その後、2002年に「本田警察署」が「葛飾警察署」に改称されたのを受け（劇中では庁舎改築をきっかけに）「新葛飾警察署」へと再度改められた。なお、フジテレビにて放送されたアニメ版では、ひらがな表記の「かつしか警察署」となっている。

## 主な未解決事件
- 堀切四丁目荒川河川敷内殺人・死体遺棄事件[2]